# Getatagh
Getatagh (in armeno Գետաթաղ) è un comune di 220 abitanti (2010) della Provincia di Syunik in Armenia.